# Барбара (фільм, 2017)
«Барбара» (фр. Barbara) — французький біографічний фільм-драма 2017 року, поставлений режисером Матьє Амальріком. Показом стрічки було відкрито програму секції Особливий погляд на 70-му Каннському міжнародному кінофестивалі (2017) де вона отримала нагороду «Поезія кіно» Фільм був номінований у 9-ти категоріях на здобуття французької національної кінопремії «Сезар» 2018 року та отримав дві нагороди .

## Сюжет
Бріжит готується до ролі відомої французької співачки Барбари. Актриса опрацьовує характер, жести, манери та інтонації диви. Розучує партитури, переймає міміку — і все більше зливається з персонажем. Режисер також готується до зйомок: вивчає архівні кадри, займається підбором музики. Він натхненний і навіть одержимий, але Барбарою — чи її втіленням?

## У ролях
| • Жанна Балібар   | … | Барбара         |
| • Матьє Амальрік  | … | Ів Занд         |
| • Вінсент Пейрані | … | Ролан Романеллі |
| • Аврора Клеман   | … | Естер           |
| • Ліза Джейкобс   | … | агент Бріжит    |
| • Фанні Імбер     | … | Марі Чей        |
| • Грегуар Колен   | … | Шарлі Маруані   |

## Знімальна група
- Автор сценарію — Матьє Амальрік, Філіпп Ді Фолько
- Режисер-постановник — Матьє Амальрік
- Продюсер — Патрік Годо
- Виконавчий продюсер — Камілл Долю
- Оператор — Крістоф Бокарн
- Монтаж — Франсуа Гедіж'є
- Художник-декоратор — Лорен Бауде

## Нагороди та номінації
| Список нагород та номінацій         | Список нагород та номінацій | Список нагород та номінацій          | Список нагород та номінацій               | Список нагород та номінацій | Список нагород та номінацій |
| Кінопремія                          | Дата церемонії              | Категорія                            | Номінант(и)                               | Результат                   | Дж                          |
| ----------------------------------- | --------------------------- | ------------------------------------ | ----------------------------------------- | --------------------------- | --------------------------- |
| Каннський міжнародний кінофестиваль | 17-28.05.2017               | Приз Особливий погляд                | Барбара                                   | Номінація                   |                             |
| Каннський міжнародний кінофестиваль | 17-28.05.2017               | Приз «Поезія кіно»(Особливий погляд) | Барбара                                   | Перемога                    | [ 3 ]                       |
| Премія «Люм'єр»                     | 5.02.2018                   | Найкращий фільм                      | Барбара                                   | Номінація                   | [ 7 ]                       |
| Премія «Люм'єр»                     | 5.02.2018                   | Найкращий режисер                    | Матьє Амальрік                            | Номінація                   | [ 7 ]                       |
| Премія «Люм'єр»                     | 5.02.2018                   | Найкраща акторка                     | Жанна Балібар                             | Перемога                    | [ 8 ]                       |
| Премія «Люм'єр»                     | 5.02.2018                   | Найкращий кінооператор               | Крістоф Бокарн                            | Номінація                   | [ 7 ]                       |
| Премія «Сезар»                      | 2.03.2018                   | Найкращий фільм                      | Барбара                                   | Номінація                   | [ 4 ]                       |
| Премія «Сезар»                      | 2.03.2018                   | Найкраща режисерська робота          | Матьє Амальрік                            | Номінація                   | [ 4 ]                       |
| Премія «Сезар»                      | 2.03.2018                   | Найкраща акторка                     | Жанна Балібар                             | Перемога                    | [ 5 ]                       |
| Премія «Сезар»                      | 2.03.2018                   | Найкращий сценарій                   | Матьє Амальрік та Філіпп ді Фолко         | Номінація                   | [ 4 ]                       |
| Премія «Сезар»                      | 2.03.2018                   | Найкращий монтаж                     | Франсуа Гедіж'є                           | Номінація                   | [ 4 ]                       |
| Премія «Сезар»                      | 2.03.2018                   | Найкраща операторська робота         | Крістоф Бокарн                            | Номінація                   | [ 4 ]                       |
| Премія «Сезар»                      | 2.03.2018                   | Найкращі декорації                   | Лорен Бауде                               | Номінація                   | [ 4 ]                       |
| Премія «Сезар»                      | 2.03.2018                   | Найкращий дизайн костюмів            | Паскалін Шаванн                           | Номінація                   | [ 4 ]                       |
| Премія «Сезар»                      | 2.03.2018                   | Найкращий звук                       | Олів'є Мувзан, Ніколя Моро та Стефан Тібо | Перемога                    | [ 5 ]                       |